# 🍑

推特上的桃子表情符号

🍑是一个以粉红橙色桃子为特色的水果表情符号。它是在脸书、推特和Instagram等社交媒体网站上除茄子表情符号（🍆）外最常用的表情符号之一。社交媒体用户经常在性短訊中以其暗喻臀部。极少数情况下可能代指女性生殖器。

## 开发和使用历史
桃子表情符号最初包含在au by KDDI的专有表情符号集中。作为来自软银移动、au by KDDI和NTT Docomo表情符号集的字符集的一部分，桃子表情符号在2010年被列入Unicode6.0。表情符号的全球流行度随后在2010年代上半叶激增。自2015年第一版表情符号（Emoji 1.0）发表以来，桃子表情符号已被列入Unicode表情符号技术标准（UTS #51）中。
|                           | 🍑                               | 🍑                               |
| ------------------------- | -------------------------------- | -------------------------------- |
| Unicode名称               | Peach                            | Peach                            |
| 编码                      |                                  |                                  |
| Unicode                   | 25351                            | U+1F351                          |
| UTF-8                     | 240 159 141 145                  | F0 9F 8D 91                      |
| UTF-16                    | 55356 57169                      | D83C DF51                        |
| 字符值引用                | &#127825;                        | &#x1F351;                        |
| Shift JIS（au by KDDI）   | 243 250                          | F3 FA                            |
| 7-bit JIS（au by KDDI）   | 122 124                          | 7A 7C                            |
| 表情符号简码              | :peach:                          | :peach:                          |
| Google名称（Unicode之前） | PEACH                            | PEACH                            |
| CLDR文字描述符            | zh/zh_Hant_HK：桃；zh_Hant：桃子 | zh/zh_Hant_HK：桃；zh_Hant：桃子 |
| 谷歌替换字符串            | [モモ]                           | [モモ]                           |

## 符号在社交媒体上的受欢迎程度和文化影响
桃子表情符号通常用于在性短訊中代指臀部甚至女性生殖器。这在美国十分常见。
表情符号被用来代指臀部，但也包括希望在推特和其他社交媒体上将美国总统弹劾或逐出办公室的想法。根据桃子表情符号在性环境中的常见用法，表情圖標百科指出，该表情符号通常与茄子表情符号（🍆）一同使用，后者通常用来代指阴茎。在2019年针对特朗普总统的弹劾程序中，桃子表情符号被用于将“impeachment”渲染为“im🍑ment”。但《基督科学箴言报》指出“桃子”和“弹劾”在词源上没有关联。

## 反响
2015年，《Vice》声称桃子表情符号是用来代指女阴的表情符号的“主要竞争者”。《The Verge》在2021年表示，桃子表情符号与新的气泡表情符号一起加入将是“伟大的”，而《柯夢波丹》将桃子表情符号列为第十一大“最‘性感’的的表情符号”。
2016年，蘋果公司恢复桃子表情符号并试图重新设计它使其不再像臀部；后来一些粉丝称赞了表情符号的回归，但这在公测中大多遭到强烈反对，苹果在它正式发表前紧急推翻了原决定。2019年4月， 脸书和Instagram皆已禁止使用茄子或桃子表情符号以及其他“令人不堪的性陈述”。